# ヴィタリ・ウルコフ
ヴィタリ・ウルコフ（Vitaly Hurkou、1985年3月27日 - ）は、ベラルーシの男性キックボクサー。ミンスク出身。パトリオット・ジム所属。元WBCムエタイ世界スーパーウェルター級王者。

## 来歴
2010年3月19日、K-1 WORLD MAX 2010の東欧予選で優勝し、開幕戦出場を決めた。
2010年8月29日、THAI FIGHTのトーナメント1回戦でJong Hyun Koと対戦し、TKO勝ちを収めた。
2010年10月3日、K-1 WORLD MAX 2010 FINAL16でジョルジオ・ペトロシアンと対戦し、0-3の判定負けを喫した。

## 戦績
| 勝敗 | 対戦相手                 | 試合結果                     | 大会名                                                                            | 開催年月日    |
| ×    | ジョルジオ・ペトロシアン | 3R終了 判定0-3               | K-1 WORLD MAX 2010 IN SEOUL -70kg World Championship Tournament FINAL16 【1回戦】 | 2010年10月3日 |
| ○    | Jong Hyun Ko             | 3R TKO（レフェリーストップ） | THAI FIGHT Muay Thai The World's Unrivalled Fight 【1回戦】                       | 2010年8月29日 |
| ○    | ザミン・グジノフ         | 3R終了 判定3-0               | K-1 WORLD MAX 2010 -East Europe Tournament- 【決勝】                              | 2010年3月19日 |
| ○    | エンリコ・ゴゴーヒア     | 3R終了+延長1R 判定3-0        | K-1 WORLD MAX 2010 -East Europe Tournament- 【準決勝】                            | 2010年3月19日 |
| ○    | ルーカス・シュールス     | 3R終了 判定3-0               | K-1 WORLD MAX 2010 -East Europe Tournament- 【1回戦】                             | 2010年3月19日 |

## 獲得タイトル
- K-1 WORLD MAX 2010 -East Europe Tournament- 優勝（2010年）
- WBCムエタイ世界スーパーウェルター級王座（2014年）